# Manassès de Dammartin
Manassès de Dammartin, mort le 15 décembre 1037, est le premier comte de Dammartin, au début du XIe siècle. Il est le fils d'Hilduin II de Montdidier, comte d'Arcis et seigneur de Ramerupt, et de son épouse Helvise.

## Biographie
À la mort de son père Hilduin II de Montdidier après 993, son frère aîné Hilduin III hérite du comté d'Arcis et de la seigneurie de Ramerupt.
Quant à Manassès, il devient comte de Dammartin, très probablement à la suite de son mariage vers 1023 avec une certaine Constance, possible fille du roi franc Robert II le Pieux et de sa troisième épouse Constance d'Arles. Dammartin-en-Goële n'étant pas le chef-lieu d'un ancien pagus ou comté carolingien, il a probablement été élevé en comté par le roi afin d'établir sa fille ou sa protégée , ainsi que l'époux de celle-ci par la même occasion.
En 1034, il réclame et obtient du roi Henri Ier la ville de Combs, qui avait été accordée par Hugues le Grand à son grand-oncle Hilduin Ier de Montdidier.
Il combat aux côtés du comte Eudes II de Blois lorsque celui-ci revendique le royaume de Bourgogne et attaque la Lorraine. Manassès meurt le 15 décembre 1037 lors d'une bataille livrée sur les bords de l'Orne en un lieu nommé Honol, identifié à Ornel, près d'Étain. Son corps est alors relevé par l'abbé Richard qui le fait inhumer dans le cloître de l'abbaye Saint-Vanne de Verdun,.
C'est alors son fils aîné Eudes de Dammartin qui lui succède à la tête du comté de Dammartin.

## Mariage et enfants
Vers 1023 ou avant, il épouse une dame prénommée Constance, possible fille du roi franc Robert II le Pieux et de sa troisième épouse Constance d'Arles, avec qui il a plusieurs enfants, :
- Eudes de Dammartin, qui succède à son père comme comte de Dammartin ;
- Hugues de Dammartin, qui succède à son frère comme comte de Dammartin ;
- Eustachie de Dammartin, qui épouse Godefroy d'Etrépagny ;
- Adélaïde de Dammartin, qui épouse Hugues Ier de Gournay ;
- une fille, qui épouse un seigneur de Marolles ;
- une fille, qui épouse Guillaume de Werleng, comte de Corbeil.